# 133 Puppis
133 Puppis (Markab, Markeb, k¹ Puppis) é uma estrela na direção da Puppis. Possui uma ascensão reta de 07h 38m 49.88s e uma declinação de −26° 48′ 14.0″. Sua magnitude aparente é igual a 4.50. Considerando sua distância de 454 anos-luz em relação à Terra, sua magnitude absoluta é igual a −1.92. Pertence à classe espectral B6V.